# Убийци по рождение
„Убийци по рождение“ (на английски: Natural Born Killers) е екшън от 1994 г. Режисиран е от Оливър Стоун, а основната част на сценария е написана от Куентин Тарантино.

## Сюжет
Мики и Малъри са преследвани от полицията серийни убийци.

## В ролите
| Изпълнител           | Роля                    |
| -------------------- | ----------------------- |
| Уди Харелсън         | Мики Нокс               |
| Джулиет Люис         | Малори Уилсън Нокс      |
| Робърт Дауни Джуниър | Уейн Гейл               |
| Том Сайзмор          | Детектив Джек Скагнети  |
| Томи Лий Джоунс      | Пазачът Дуайт МакКлъски |
| Родни Дейнджърфийлд  | Ед Уилсън               |

## Награди и номинации
- Стоун е номиниран за Златен глобус за най-добра режисура.